# Saint-Germain-la-Montagne
Pour les articles homonymes, voir Saint-Germain.
Saint-Germain-la-Montagne est une commune française située dans le département de la Loire en région Auvergne-Rhône-Alpes. Cette commune ne doit pas être confondue avec celle de Saint-Germain-en-Montagne.

## Géographie

### Communes limitrophes
|                               | Saint-Clément-de-Vers (Rhône) | Propières (Rhône) |
| Chauffailles (Saône-et-Loire) | Saint-Germain-la-Montagne     | Azolette (Rhône)  |
| Belmont-de-la-Loire           | Belleroche                    |                   |

### Climat
Pour des articles plus généraux, voir Climat d'Auvergne-Rhône-Alpes et Climat de la Loire.
En 2010, le climat de la commune est de type climat océanique dégradé des plaines du Centre et du Nord, selon une étude du Centre national de la recherche scientifique s'appuyant sur une série de données couvrant la période 1971-2000. En 2020, Météo-France publie une typologie des climats de la France métropolitaine dans laquelle la commune est exposée à un climat de montagne ou de marges de montagne et est dans la région climatique Centre et contreforts nord du Massif Central, caractérisée par un air sec en été et un bon ensoleillement.
Pour la période 1971-2000, la température annuelle moyenne est de 9,8 °C, avec une amplitude thermique annuelle de 16,5 °C. Le cumul annuel moyen de précipitations est de 1 010 mm, avec 12,1 jours de précipitations en janvier et 8 jours en juillet. Pour la période 1991-2020, la température moyenne annuelle observée sur la station météorologique de Météo-France la plus proche, « Monsols », sur la commune de Deux-Grosnes à 11 km à vol d'oiseau, est de 10,6 °C et le cumul annuel moyen de précipitations est de 1 145,9 mm,. Pour l'avenir, les paramètres climatiques de la commune estimés pour 2050 selon différents scénarios d'émission de gaz à effet de serre sont consultables sur un site dédié publié par Météo-France en novembre 2022.

## Urbanisme

### Typologie
Au 1er janvier 2024, Saint-Germain-la-Montagne est catégorisée commune rurale à habitat très dispersé, selon la nouvelle grille communale de densité à sept niveaux définie par l'Insee en 2022.
Elle est située hors unité urbaine. Par ailleurs la commune fait partie de l'aire d'attraction de Chauffailles, dont elle est une commune de la couronne,. Cette aire, qui regroupe 9 communes, est catégorisée dans les aires de moins de 50 000 habitants,.

### Occupation des sols
L'occupation des sols de la commune, telle qu'elle ressort de la base de données européenne d’occupation biophysique des sols Corine Land Cover (CLC), est marquée par l'importance des forêts et milieux semi-naturels (51,7 % en 2018), une proportion sensiblement équivalente à celle de 1990 (52,3 %). La répartition détaillée en 2018 est la suivante : 
forêts (51,7 %), prairies (40,3 %), zones agricoles hétérogènes (8 %). L'évolution de l’occupation des sols de la commune et de ses infrastructures peut être observée sur les différentes représentations cartographiques du territoire : la carte de Cassini (XVIIIe siècle), la carte d'état-major (1820-1866) et les cartes ou photos aériennes de l'IGN pour la période actuelle (1950 à aujourd'hui).

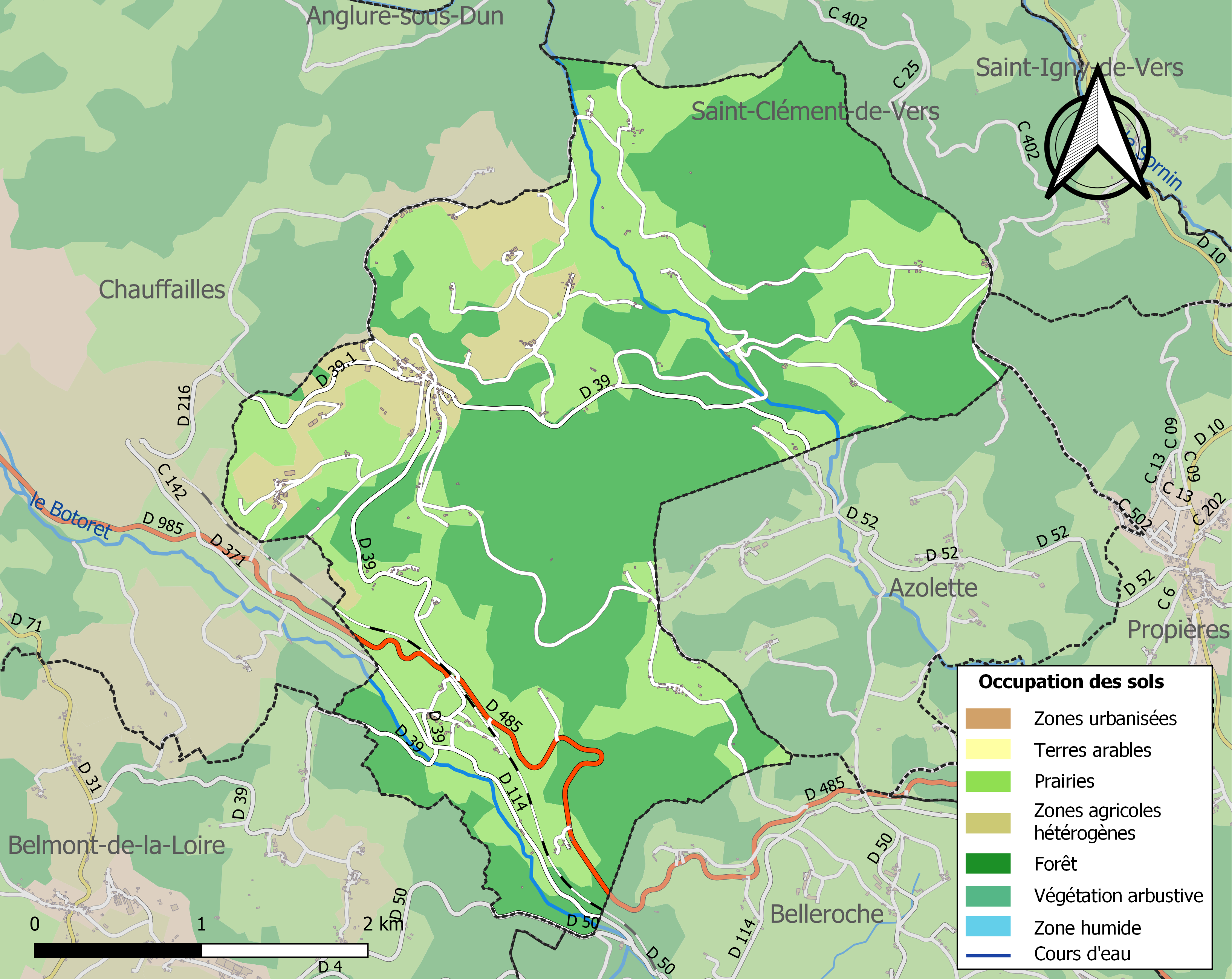
Carte des infrastructures et de l'occupation des sols de la commune en 2018 (CLC).

## Histoire
Voir ci-dessous dans la rubrique  "liens externes" un lien sur le site de la mairie de Saint Germain la Montagne.

## Politique et administration
| Période                                  | Période  | Identité       | Étiquette | Qualité |
| ---------------------------------------- | -------- | -------------- | --------- | ------- |
| Les données manquantes sont à compléter. |          |                |           |         |
| mars 2001                                |          | René Salembier |           |         |
| 2014                                     | En cours | Yves Crozet    |           |         |

## Démographie
L'évolution du nombre d'habitants est connue à travers les recensements de la population effectués dans la commune depuis 1793. Pour les communes de moins de 10 000 habitants, une enquête de recensement portant sur toute la population est réalisée tous les cinq ans, les populations de référence des années intermédiaires étant quant à elles estimées par interpolation ou extrapolation. Pour la commune, le premier recensement exhaustif entrant dans le cadre du nouveau dispositif a été réalisé en 2005.

En 2022, la commune comptait 215 habitants, en évolution de −10,79 % par rapport à 2016 (Loire : +1,32 %, France hors Mayotte : +2,11 %).
| 1793  | 1800 | 1806  | 1821  | 1831  | 1836  | 1841  | 1846  | 1851  |
| ----- | ---- | ----- | ----- | ----- | ----- | ----- | ----- | ----- |
| 1 030 | 955  | 1 060 | 1 013 | 1 100 | 1 225 | 1 251 | 1 060 | 1 203 |

| 1856  | 1861  | 1866  | 1872 | 1876  | 1881  | 1886 | 1891 | 1896 |
| ----- | ----- | ----- | ---- | ----- | ----- | ---- | ---- | ---- |
| 1 130 | 1 161 | 1 140 | 982  | 1 000 | 1 007 | 940  | 909  | 985  |

| 1901 | 1906 | 1911 | 1921 | 1926 | 1931 | 1936 | 1946 | 1954 |
| ---- | ---- | ---- | ---- | ---- | ---- | ---- | ---- | ---- |
| 830  | 742  | 659  | 547  | 487  | 464  | 426  | 367  | 343  |

| 1962 | 1968 | 1975 | 1982 | 1990 | 1999 | 2005 | 2006 | 2010 |
| ---- | ---- | ---- | ---- | ---- | ---- | ---- | ---- | ---- |
| 320  | 283  | 201  | 214  | 212  | 202  | 206  | 201  | 233  |

| 2015 | 2020 | 2022 | - | - | - | - | - | - |
| ---- | ---- | ---- | - | - | - | - | - | - |
| 244  | 225  | 215  | - | - | - | - | - | - |

## Culture et patrimoine

### Lieux et monuments
- Église Saint-Germain de Saint-Germain-la-Montagne.

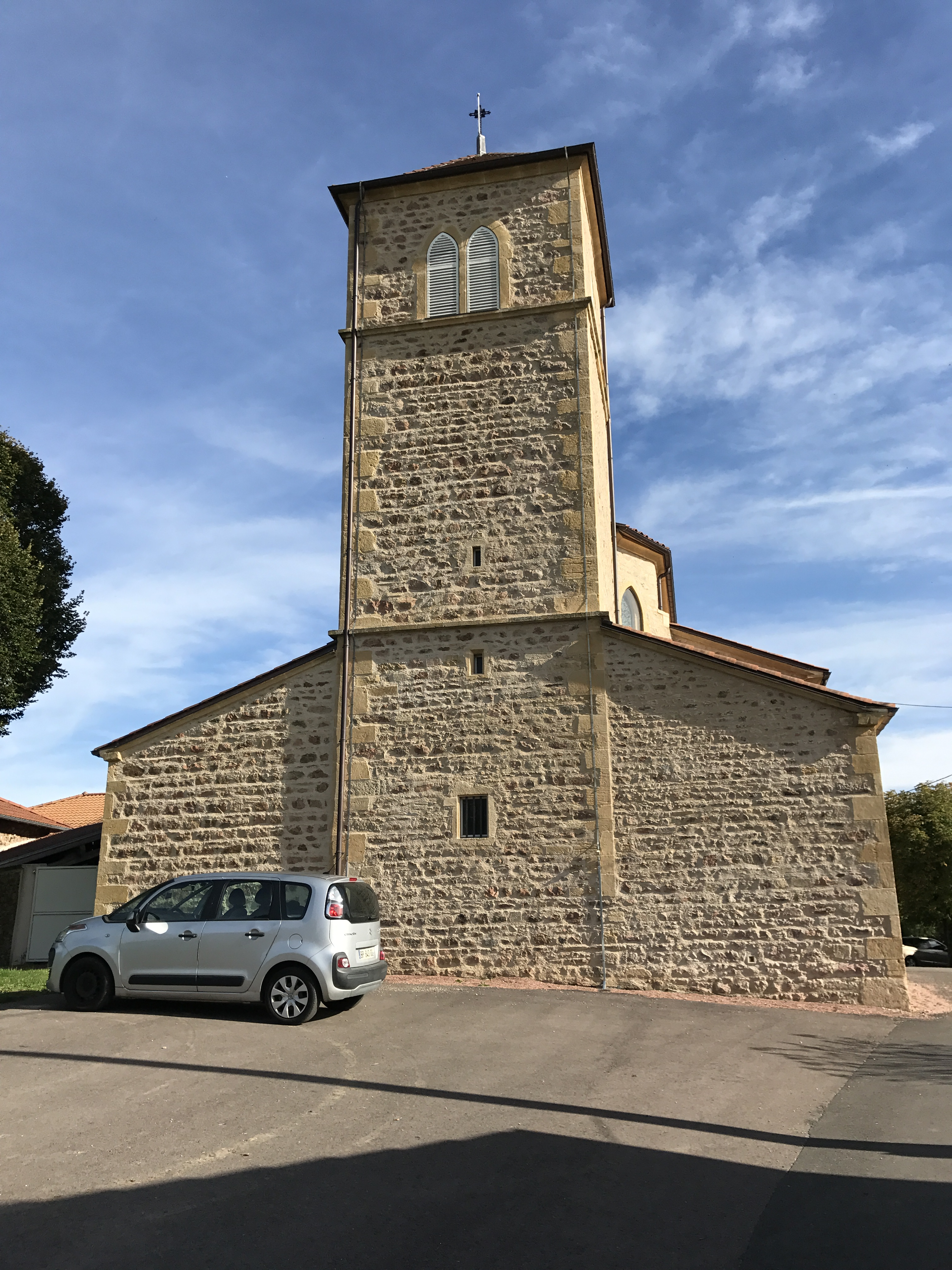
L'église du village.
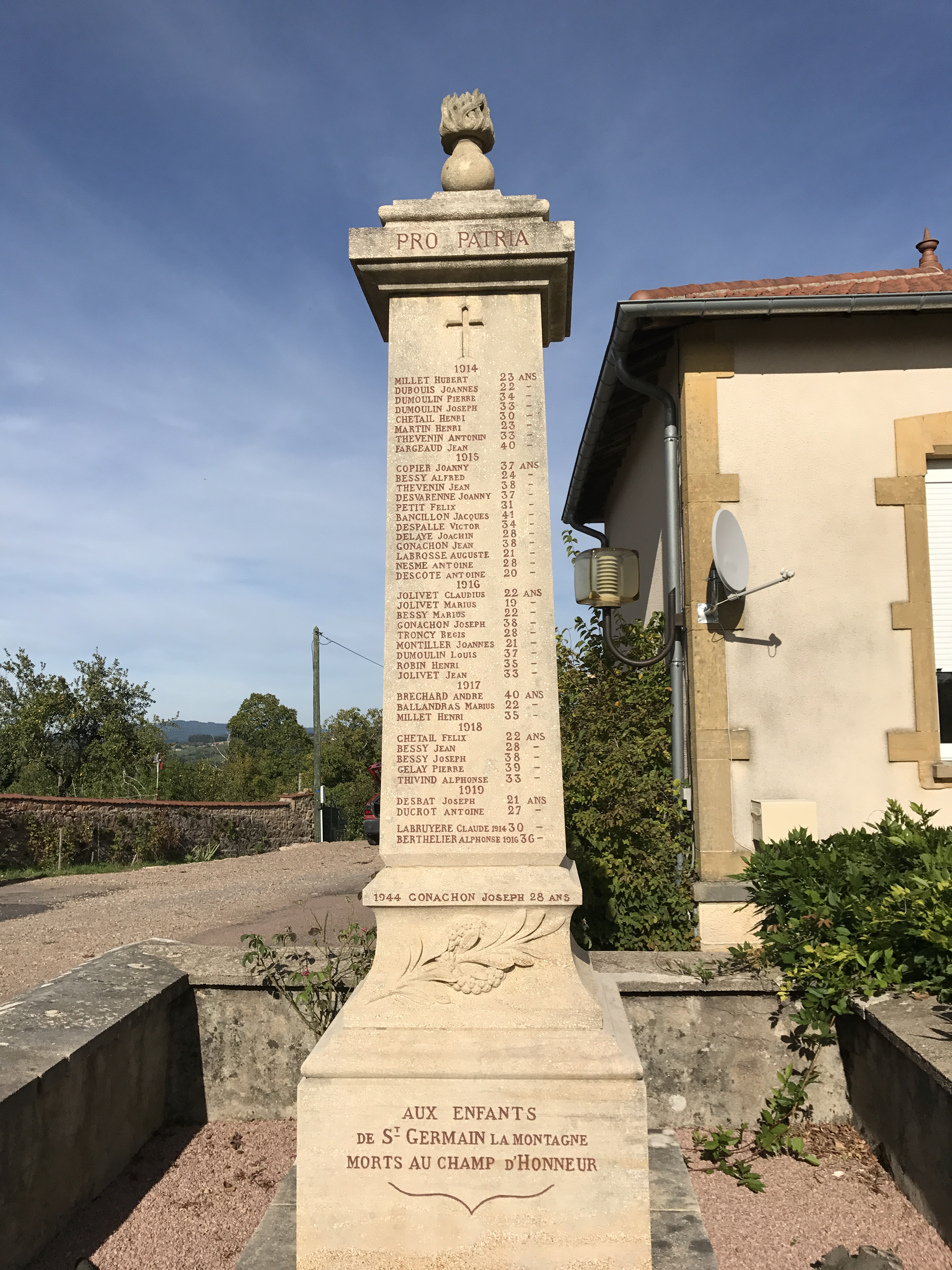
Le monument aux morts.

### Personnalités liées à la commune
- Yves Crozet, économiste français, spécialiste de l’économie des transports, maire de la commune.